# Ca trù

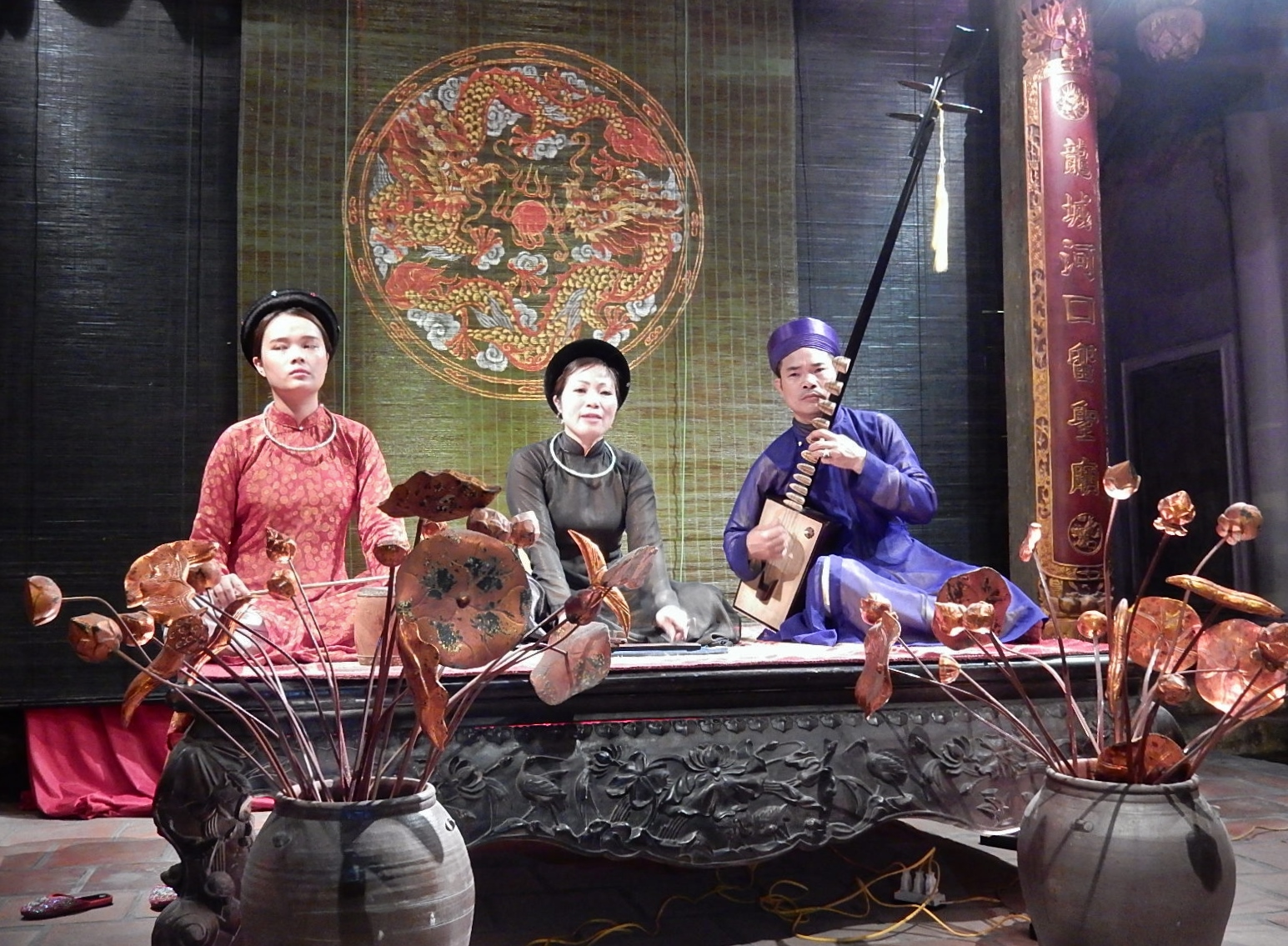
Un'esibizione di ca trù

Il ca trù ([kaː ʈû], in chữ Nôm 歌籌), noto anche come hát cô đầu, hát nói o hát ả đào, è un genere vietnamita di narrazione musicale, eseguita vocalmente da una cantante di sesso femminile, originario del Vietnam settentrionale, nella zona circoscritta dal delta del fiume Rosso. Associato al genere coreano del pansori, è rivolto all'intrattenimento della corte reale e del ceto benestante in genere oltre che all'esecuzione di canti religiosi.
È stato inserito dall'UNESCO nella lista del patrimonio culturale immateriale che necessita di urgente tutela nel 2009. Nonostante gli artisti vietnamiti abbiano compiuto grandi sforzi per trasmettere il vecchio repertorio alle generazioni più giovani, poiché le esecutrici di questo genere hanno un'età media molto avanzata e il loro numero sta diminuendo sempre di più, quest'arte rischia ancora di andare perduta a causa del costante decremento del numero dei praticanti.

## Origine del nome
Non si sa con esattezza quando comparve il termine ca trù. si trova per la prima volta in una composizione del XV secolo di Le Duc Mao, anche se non è risaputo se quello menzionato fosse lo stesso genere musicale.
In vietnamita, il nome ca trù è traducibile letteralmente come "Canto per tavolette"; il nome è derivato dai due caratteri ca e trù, entrambi col proprio significato: la prima è una parola di origine cinese  歌S, (gē)P, traducibile come "cantare", mentre trù (derivato di 籌S, (chóu)P, "carta, biglietto") rappresenta un contrassegno formato da una sezione appiattita di una canna di bambù (per questo in inglese riferita come "carta"), della lunghezza di 20 centimetri e larghe due e mezzo. Queste avevano un significato sia rituale che remunerativo: fungevano sia da amuleti di buona fortuna, sia da ricompensa indiretta per i musicisti. Su una faccia erano inscritti tre auguri di felicità (phúc), generosità (lộc) – intesa come ricchezza materiale concessa dalle divinità – e longevità (thọ); sull'altra, era possibile leggere il nome della città di provenienza (dove era possibile riscattarle) sia il valore in monete d'argento. Lo scopo di questa usanza era chiaro: evitare che i nobili, i funzionari mandarini o gli uomini delle caste più alte (pubblico principale di queste esibizioni) dovessero pagare delle donne per ricompensare una loro prestazione, anche se non sessuale. Ciò sarebbe stato visto per loro come segno inequivocabile di promiscuità, mentre per le cantanti di prostituzione. Tramite le tavolette, gli uomini compravano da un tempio dei "messaggi di auguri", facendo indirettamente un'offerta agli dei, potendoli poi appoggiare in una cesta alla fine dell'esibizione, quando venivano raccolti dalle interpreti in un secondo momento, per essere rivendute allo stesso prezzo indicato sul bambù.
Fino agli anni Ottanta dal Novecento ci si riferiva al genere con il nome di hát ả đào (letteralmente "cantrice cantante"), ma dagli anni Novanta il termine più comune divenne ca trù. Precedentemente, erano utilizzati anche altri nomi per descrivere questo tipo di canto, ognuno dei quali differiva in base alla funzione per la quale essa veniva praticata, ognuna delle quali aveva un proprio specifico repertorio:
- hát cửa đình ("cantare in case collettive")  - canti rituali per appagare gli spiriti,
- hát ca công - canti nei templi,
- hát thi ("canti competitivi"),
- hát nhà tơ - canti a banchetti organizzati da mandarini, nobili e militari,
- hát nhà trò - numeri di intrattenimento satirico,
- hát cửa quyền - canti eseguiti nei palazzi dei signori,
- hát chơi ("canti di intrattenimento")  - musica eseguita nelle case di uomini di fama.

Un altra parola usata nel XVII e XVIII secolo era quan giáp, originariamente usata per indicare i servi incaricati di gestire le danze di corte durante la dinastia Lý.

## Caratteristiche

### Definizione
Sebbene si tratti di una tradizione musicale secolare, autori e musicisti sono spesso in disaccordo sulla definizione stessa di ca trù, con varie proposte avanzate negli anni. Nel 1994, il musicologo Pham Phuc Minh lo definì come "un tipo di canto tradizionale folkloristico di natura classica, sviluppatosi dalle aree rurali fino a raggiungere le città"; nel 2006, Nguyen Thuy Loan introdusse il concetto di "un canto popolare del Vietnam settentrionale, etereo, ricco di virtuosismi e artifici di grande valore"; ufficialmente, l'UNESCO lo descrive come "una sofisticata arte di poesia cantata". Molti altri accademici hanno tentato di dare una definizione generale di quest'arte: si è giunti a definire il ca trù una tipologia di canto tradizionale, popolare nella regione nordica del Vietnam, soprattutto tra le città di Thanh Hóa e la ex-provincia di Nghe Tinh, la cui maggior città è Hà Tĩnh.

### Stile

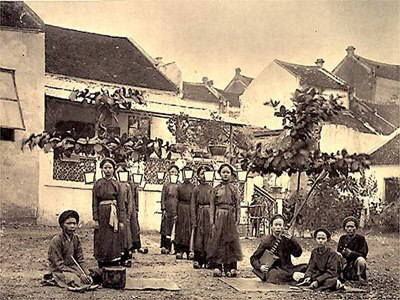
Giovani cantrici di ca trù a inizio Novecento

Rispetto a molti altri generi tradizionali asiatici, poco sappiamo di come si sia sviluppato il ca trù nel corso dei secoli: secondo una teoria, l'evoluzione di questo genere potrebbe aver seguito lo schema applicabile alla musica tradizionale vietnamita generale; le scale usate, gli ornamenti, le melodie e i testi sono cambiati di poco nel corso di centinaia di anni, mentre la maggior trasformazione si è avuta con la modalità nella quale si esegue questa musica, più che nella forma. L'etnomusicologo Tràn Van Khê distingue due modalità fondamentali (dieu) di esecuzione, riconosciute da quasi tutti i musicisti del Vietnam: il bac ("nord") e il nam ("sud"). Entrambi sono composti da "sfumature" (hoi) dello stesso genere, leggermente distinguibili l'una dall'altra per qualche piccola variazione nell'altezza acustica della voce o per gli abbellimenti musicali eseguiti da una manciata di musicisti, eseguiti riprendendo la tradizione della propria zona di provenienza. In generale, lo stile bac viene associato ad una trasmissione di "sentimenti felici" o "aria di festa" e il nam, a seconda della sfumatura, tende a toccare corde più "tranquille e serene, ma anche malinconiche". Sebbene la teoria si applichi alla musica vietnamita in generale, è generalmente condivisa dagli studiosi anche nell'ambito del ca trù, con la sola differenza che i dieu qui vengono chiamati cung. Solitamente, gli autori vietnamiti distinguono cinque tipi di cung, ognuno corredato da una breve descrizione:
- Cung nam: uniforme (bang phang) e in un registro basso (xuong thap);
- Cung bac: solido (ran roi) e in un registro alto (len cao);
- Cung huynh: martellante (dinh) e veloce (mau);
- Cung pha: lamentoso (ai oan) e inusuale, strano (lo lo);
- Cung nao: obliquo (chenh chenh), capace di muoversi da un cung all'altro nella stessa canzone.[17]

La distinzione e il tramandamento di questi stilemi si sono praticamente persi dalla metà del Novecento, tanto che oggi praticamente tutti i musicisti e cantori di ca trù utilizzano, più o meno consapevolmente, il cung nao o comunque uno stile non precisamente definito.
Il numero complessivo delle melodie ca trù è 56 e sono chiamate thể cách, ma per quanto sia risaputo il loro numero esatto e siano ancora oggi suonate, non sono state classificate come i cung.
Il ca trù è comunque un genere scolastico di musica da camera, con alcune distinzioni rispetto alle altre musiche tradizionali vietnamite: una struttura dei testi in forma di stanze, melodie con doppie possibilità di esecuzione, suoni aggiungibili a piacere e uso preponderante di allitterazioni. Una canzone standard ca trù prevede prima di tutto una brillante e potente voce femminile, sintesi armoniosa dei gusti musicali indocinesi del XV secolo. A parte questo requisito, il ca trù è fortemente irregolare comparato ad altre tipologie di canti folkloristici, risultando quindi peculiare. Per raggiungere questo obbiettivo, la caratteristica essenziale di una cantante deve essere l'allenamento e la padronanza del controllo del fiato e dell'apertura e chiusura dei suoni. Ciò è essenziale per raggiungere una certa eloquenza stilistica e una vocalità forte ma eterea. Originariamente musica, poesie e tecnica venivano trasmesse oralmente solo all’interno delle famiglie di artisti, mentre oggi l’apprendimento è aperto a chiunque desideri imparare.

### Strumenti e ruoli
Oggigiorno, un gruppo di musicisti di ca trù è formato generalmente da un gruppo di tre persone, chiamato đổ hột:
- una cantante, detta Đào nương,[22] co dau,[23] Đào o ca nương, che usa tecniche di respirazione e vibrato per creare suoni ornamentali unici[2] e si accompagna con il phách, un pezzo di bambù battuto con dei bastoncini per fungere da percussioni.[U 2][2] Molte delle cantanti si riferivano a se stesse come ả đào (da hát ả đào), ma il termine mutò nel corso degli anni in cô đào, variazione di cô đào, probabilmente a causa della comune associazione del vocabolo ả (letteralmente "lei") in contesti legati alla prostituzione. Secondo la tradizione, il nome đào nương deriva da una delle prime famose cantrici, Đào Thị Huệ, che visse durante il regno di Lý Thái Tổ (1010-1028).[24] Nonostante ciò, è probabile che all'epoca il termine đào nương venisse utilizzato per indicare tutti i cantanti, indipendentemente dal loro genere;[8]
- uno strumentista detto kép (letteralmente "secondo", inteso come persona che sta a fianco della cantante principale e l'accompagna con la musica),[2] che suona il đàn đáy, un liuto in legno a tre corde e dal corpo trapezoidale, utilizzato praticamente solo per il ca trù;[16]
- uno “spettatore-tamburista” conosciuto come quan viên cầm chầu o più semplicemente quan viên:[U 2][2] spesso uno studioso o un conoscitore dell'arte, che suona un trống chầu ("tamburo di lode"), in segno di gradimento (o disapprovazione) verso la prestazione del cantante, di solito nell'intermezzo tra il passaggio delle canzoni. Il modo in cui colpisce il tamburo mostra il suo parere nei confronti dell'esibizione, ma sempre secondo il ritmo fornito dai phách della Đào nương.[U 1][2][25]

La complessità del ca trù è basata sull'ampollosità della voce cantante, che segue ritmi diversi rispetto a quelli dettati dal phách, dal tono cupo e grave del đàn đáy e dal potente rimbombo dei tamburi. A volte, viene eseguita contemporaneamente anche la danza.

### Esibizione
Prima del 1945, una tipica esibizione di ca trù cominciava con la recitazione di una poesia cantata. La cantante ed il liutista si recavano nello spazio centrale della sala in cui si esibivano (gian giữa) guardando l'altare delle divinità. Il pubblico si posizionava quindi nello spazio laterale (gian cạnh), dividendosi in base al rango sociale. I suonatori di tamburi (trống cái) e il suonatore del gong (chiêng) erano posizionati a lato dell'altare, verso i musicisti. I trống cái battevano il tamburo ogni volta che un trù veniva lasciato nella cassa, per ringraziare il generoso donatore, che lasciava la tavoletta di bambù in una cassa (posizionata tra l'altare e i musicisti) in segno di gradimento dell'esibizione; il chiêng suonava una volta il gong solamente alla prima donazione di una persona, astenendosi alle successive. Il pubblico poteva nel frattempo elargire donazioni in monete d'argento direttamente all'altare.
Ad oggi, questo tipo di esibizioni, con riferimenti alla religiosità e alla spiritualità, non vengono più effettuate, ma rimangono come elemento simbolico. Oggi il ca trù viene eseguito in appositi teatri in tutto il Vietnam o in club associativi specializzati. I tre musicisti si piazzano sul fondo della sala, dando le spalle a dove una volta vi era l'altare, guardando il pubblico, al centro della sala. La cassa per i trù è sostituita da un piatto in cui gli spettatori possono lasciare del denaro e i trống cái suonano per sostituire il canto durante gli intermezzi.

## Storia

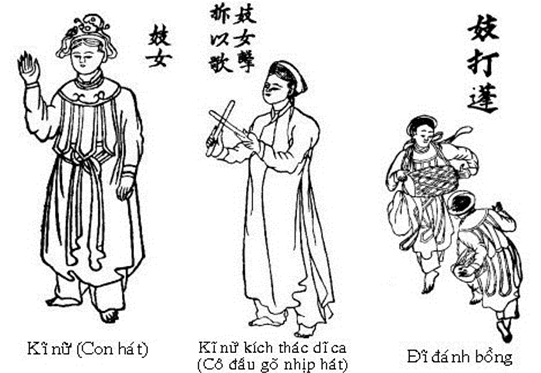
Tre disegni di inizio ventesimo secolo rappresentanti Cô đầu nell'esecuzione di un canto ca trù

Esistono diversi miti e teorie legate alla nascita del ca trù, rendendo la sua storia complessa e non facilmente ricostruibile. La tradizione popolare vuole che le prime cantrici professioniste comparvero all'epoca della dinastia Lý nell'XI secolo. Questa versione è stata rifiutata dagli studiosi, in quanto i musicisti venivano allora generalmente chiamati hát khuôn e si esibivano solamente durante le cerimonie religiose o i banchetti reali.  Una delle ipotesi avanzate più recentemente fa riferimento ad una sacerdotessa di nome Đào Thị Huệ (Đào in vietnamita indica la pianta di pesco), talentuosa musicista apprezzata dalla corte imperiale nella prima metà del XIV secolo.

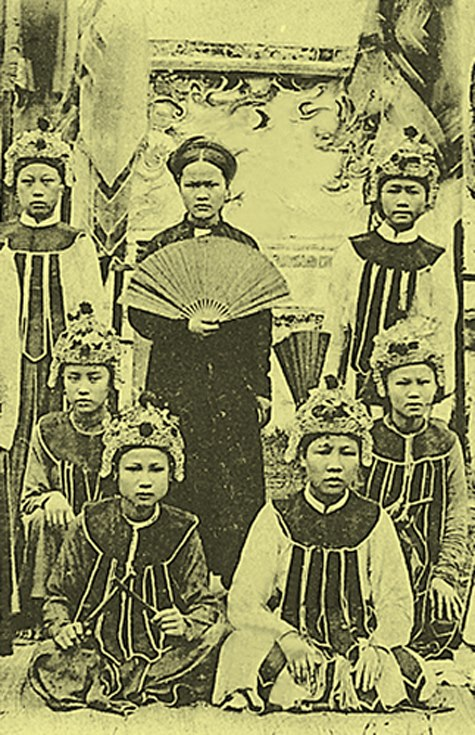
Fotografia del 1900 di giovani Đào nương

Probabilmente originaria della provincia di Hung Yen, la sua figura rimane leggendaria: spesso chiamata anche Đào nương (nương si può intendere all'incirca come "fanciulla" o "signorina"), avrebbe influenzato il re Lê Lợi nel condurre una rivolta contro l'influenza della dinastia Ming sul Vietnam, in cui ella stessa avrebbe condotto gesta eroiche, venendo paragonata all'eroina della tradizione Bà Triệu. Per la sua importanza e i suoi meriti, la casa in cui morì divenne un tempio per il culto della sua persona, ancora presente oggi nella città di Đào Đặng. Questa supposizione è stata portata avanti da studiosi vietnamiti, osservando che fin dai tempi di Đào Thị, le donne che svolgevano la professione di cantrici (come le cantanti ca trù) venivano chiamate Đào nương, sia oralmente che in fonti ufficiali. Sebbene questo termine non sia più ampiamente utilizzato nel Vietnam moderno, quest'ultimo è rimasto nella tradizione e nel vocabolario della lingua vietnamita. Nonostante queste credenze, gli storici moderni non sono riusciti a trovare sufficienti e convincenti prove per dimostrare un'origine così antica del genere, ma notano come la comparsa del ca trù subito dopo la liberazione dalla terza dominazione cinese del Vietnam possa far parte di una narrazione patriottica tramandata nei secoli ma senza un effettiva aderenza alla realtà. Ciò che è certo è che il ca trù, come molte altre arti del Vietnam, nacque come forma di svago per la corte reale, probabilmente originatasi come evoluzione del Nhã nhạc (letteralmente "musica elegante"), genere musicale nato alla corte degli imperatori durante la Dinastia Trần nel XIII secolo, sviluppandosi prima nelle regioni rurali e solo successivamente nelle città.

Fu solamente con la Seconda dinastia Lê (in vietnamita Nhà Hậu Lê, 1428–1572) che le esibizioni canore di donne iniziarono ad diventare sempre più popolari al di fuori di queste occasioni, iniziando, di conseguenza, a diffondere il genere del ca trù. Solo più tardi si diffuse tra la popolazione, venendo rappresentato in piccole locande, chiamate ca quán, e nelle case comuni dei villaggi, per celebrare e lodare gli dei tutelari delle comunità. Erano organizzate anche competizioni canore, conosciute come Hát thi. Nonostante ciò, erano soprattutto i letterati e gli altri membri dell'élite sociale ad apprezzare maggiormente questo genere. Nel XV secolo il ca trù si diffuse capillarmente nella parte nord-orientale dell'Indocina, godendo di una certa popolarità: le artiste venivano chiamate per esibirsi durante i festeggiamenti per la nascita dei figli oppure per celebrare la firma di un contratto commerciale. Le Đào nương erano considerate persone al di fuori dal sistema delle caste, potendo quindi mettersi al servizio di clienti più nobili e facoltosi.

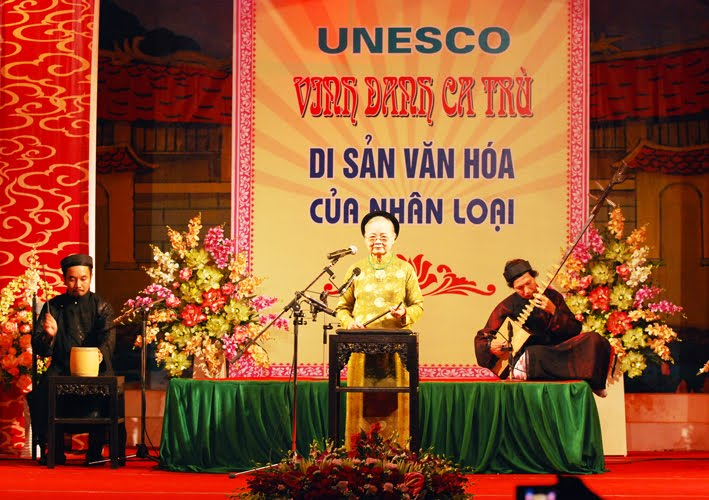
Moderna performance di Ca trù in un teatro di Hanoi

Dopo un declino di popolarità iniziato con la colonizzazione dell'Indocina da parte della Francia dopo l'occupazione del Tonchino, nel Novecento il ca trù è quasi scomparso dal panorama musicale vietnamita, continuando ad essere rappresentato quasi unicamente nell'ambito delle case chiuse. Nel settembre 1945, dopo che i Viet Minh di Ho Chi Minh liberarono il paese dall'occupazione giapponese e proclamarono l'indipendenza della Repubblica Democratica del Vietnam a seguito della Rivoluzione di agosto, qualsiasi rappresentazione di ca trù venne sistematicamente soppressa, in quanto ormai associata alla prostituzione e ad un degradamento del ruolo sociale della donna, usata come forma di piacere per la classe maschile dominante. Ciò era dovuto alle esibizioni di ca trù tenute nelle case di tolleranza, che iniziarono a comparire già alla fine del XIX secolo. Nonostante ciò, già all'epoca vi era una netta distinzione tra co dau ("cantanti di ca trù") e co dau ruou ("cantanti del vino di riso"), considerate vere e proprie meretrici. Di conseguenza, al 1976 erano rimaste solamente due persone a portare avanti la conoscenza di questo genere: il pianista Nguyễn Xuân Khoát e la cantante Quách Thị Hồ.

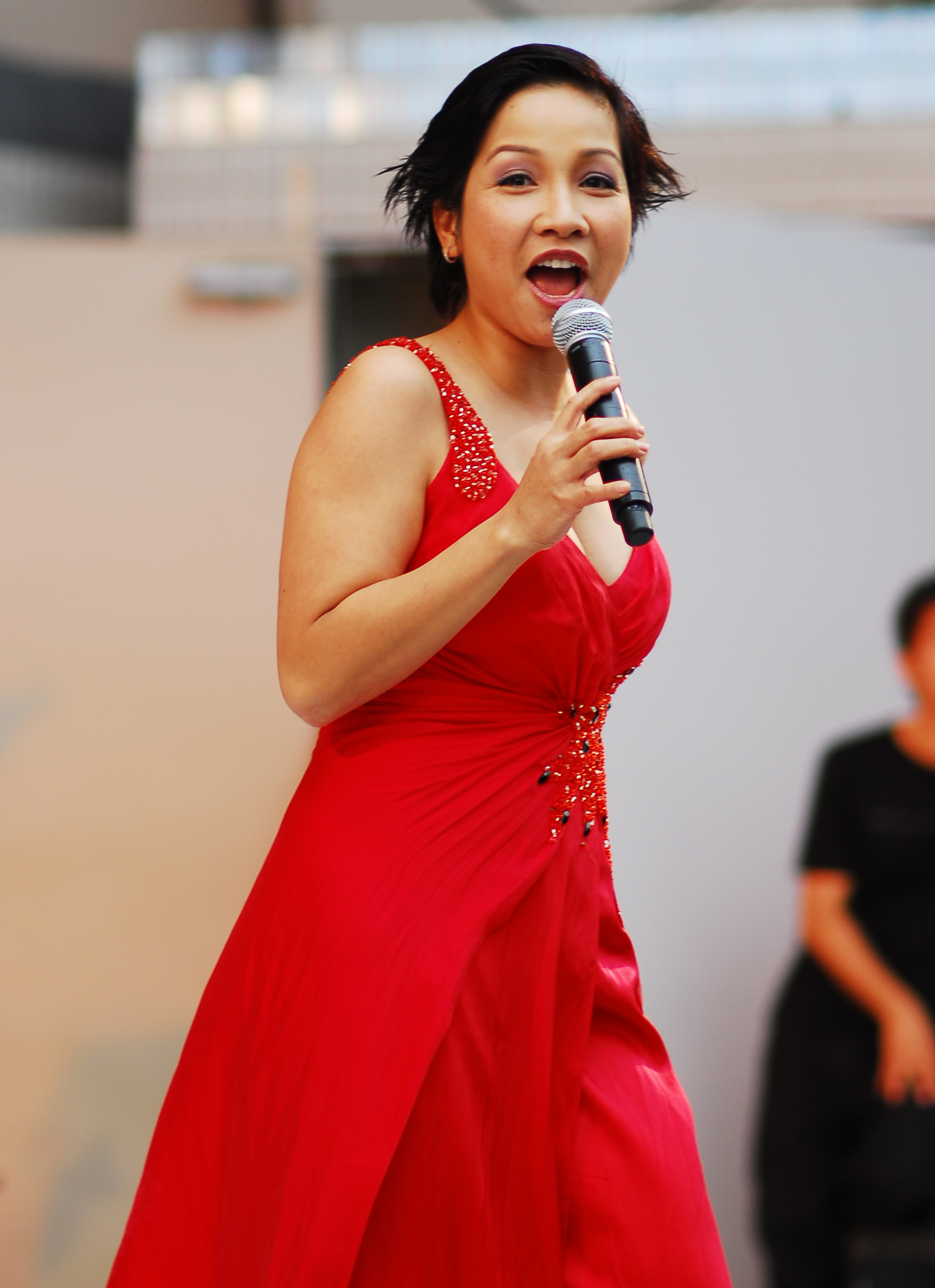
La cantante pop Mỹ Linh ha esordito in Vietnam cantando canzoni ispirate alle sonorità del ca trù

Solamente a partire dal 1986 e per tutti gli anni 1990 quest'arte ha vissuto un modesto processo di rinascita. Gradualmente, il governo e la società vietnamita sono diventati sempre più coscienti dell'importanza culturale di questa tradizione e, al 2004, erano stati aperti ventidue club di ca trù in 13 delle 14 province dello stato, oltre che allestite molte rappresentazioni al teatro dell'Opera di Haiphong. Nonostante questi sforzi, il ca trù è rimasto a rischio scomparsa. Dal 2009, quando erano ancora in vita solo 21 anziani artisti (di cui il più giovane di 78 anni e la più anziana ormai ultracentenaria), compresi quattro strumentisti e diciassette cantanti, sono stati compiuti grandi sforzi per rinvigorire il genere, inclusi molti festival ed eventi in cui vengono eseguiti diversi tipi di ca trù. Il governo del Vietnam ha inoltre ultimato la documentazione per far riconoscere ca trù come Patrimonio Culturale Immateriale all'UNESCO. Ad oggi, sono presenti oltre sessanta club di ca trù in tutto il territorio nazionale e in tutte le provincie vietnamite. Anche se molti giovani artisti folk hanno aiutato molto nella trasmissione dei repertori musicali ai più giovani, data l'esiguità del numero di praticanti questo genere rischia ancora oggi la scomparsa.

## Nei media moderni
In concomitanza con gli sforzi compiuti per preservare il genere, il ca trù è apparso in gran parte della recente cultura pop vietnamita, inclusi film come il pluripremiato film Mê thảo: thời vang bóng e alcune serie televisive storiche, oltre che in canzoni come quelle della cantante pop Mỹ Linh o di altre dive del paese.

## Filmografia
- Mê Thảo, thời vang bóng, di Việt Linh (2002).

### Siti UNESCO
1. 1 2  UNESCO Convention for the safeguarding of the intangible cultural heritage, Abu Dhabi, 2 October 2009.
2. 1 2 3 4 5 6 7 8 9  UNESCO Nomination for inscription on the Urgent Safeguarding List in 2009.

### Altre fonti
1. 1 2 3 4 5 6  Anisensel, 2009, pp. 144-145.
2. 1 2 3 4 5 6 7 8 9   Il Ca trù: cos’è il canto della lode del Vietnam, su tuttovietnam.it. URL consultato il 5 aprile 2024.
3. 1 2 3 4 5 6 7 8 9 10  Norton, 2005, p. 30.
4. 1 2 3  Cohen, 1995.
5. ↑  Norton, 2005, p. 29.
6. ↑  Norton, Barley. Ca Trù: A Vietnamese Chamber Music Genre. International Association for Research in Vietnamese Music.
7. ↑  Sơn.
8. 1 2 3 4  Norton, 2015, p. 168.
9. 1 2 3  Thanh, 2017, p. 29.
10. ↑  Norton, 2015, p. 167.
11. ↑  (EN) Phạm Phúc Minh, Discovering of Vietnamese Folk Songs, Hanoi, Music Publishing House, 1994.
12. ↑  (EN) Nguyễn Thụy Loan, Vientamese Traditional Music, Hanoi, Education University Publishing House, 2006.
13. 1 2 3  Dr. Nguyen, 2023, p. 2155.
14. ↑  Norton, 2005, p. 36.
15. ↑  Van Khê, 1962, pp. 219-223.
16. 1 2  Nguyẽ̂n, 1998.
17. 1 2 3 4  Norton, 2005, p. 37.
18. ↑  Van Khê, 1962, p. 53.
19. 1 2   Ca tru — Vietnamese cultural heritage, su catruthanglong.com, Ca tru Thang Long Club, 2008. URL consultato il 24 marzo 2024 (archiviato dall'url originale il 20 agosto 2011).
20. 1 2  Dr. Nguyen, 2023, p. 2156.
21. ↑  Dr. Nguyen, 2023, p. 2159.
22. 1 2 3  Bao Binh Phuoc.
23. 1 2 3  Norton, 2005, pp. 31-32.
24. ↑  Norton, 2005, p. 50.
25. ↑  VDR.
26. ↑  Anisensel, 2009, pp. 160-161.
27. ↑  Anisensel, 2009, pp. 152-156.
28. 1 2 3  (EN) Ca trù, su catruthanglong.com, Ca tru Thang Long Club, 20 giugno 2011 (archiviato dall'url originale il 20 agosto 2011).
29. ↑  Hung Yen Provincial People’s Committee.
30. ↑  Vũ Hà, 2006.
31. ↑  Norton, 2015, p. 163.
32. ↑  Thái Hòa, 2007.
33. ↑  (EN) Quach Thi Ho — The woman faithful to Ca tru, su catruthanglong.com, Ca tru Thang Long Club, 20 giugno 2011 (archiviato dall'url originale il 10 agosto 2011).
34. ↑    Hà Trần, Mỹ Linh, Hồng Nhung, Thanh Lam, Nét ca trù ngày xuân, VPBNK Private Concert, 2016.

### UNESCO
- (EN) Intergovernamental Commitee For The Safeguarding Of The Intangible Cultural Heritage (a cura di), Ca trù singing, su UNESCO.org, UNESCO, 2 ottobre 2009 (archiviato dall'url originale il 23 marzo 2012).
- (EN) Intergovernamental Commitee For The Safeguarding Of The Intangible Cultural Heritage (a cura di), Nomination for inscription on the Urgent Safeguarding List in 2009 (Reference No. 00309) (DOC), su UNESCO.org, UNESCO, 2 ottobre 2009. URL consultato il 22 marzo 2024.

### Fonti vietnamite
- (EN) Barbara Cohen, The Exotic Sounds of Ca Tru, su ThingsAsian.com, Thing Asian Press, 1º aprile 1995. URL consultato il 22 marzo 2024 (archiviato il 21 luglio 2024).
- (VI) Đền Mẫu - Đền Đào Nương và lễ hội, su hungyen.gov.vn, Hung Yen Provincial People’s Committee, 1º novembre 2004. URL consultato il 22 marzo 2024 (archiviato dall'url originale l'11 giugno 2024).
- (VI) Vị tổ của ca trù, su baobinhphuoc.com.vn, Bao Binh Phuoc, 5 marzo 2017. URL consultato il 22 marzo 2024 (archiviato il 22 marzo 2024).
- (RU) Thái Hòa, Возвращение музыкального кружка, su vietnam.vnanet.vn, Viet Nam Pictorial, 15 luglio 2007 (archiviato dall'url originale il 29 agosto 2011).
- (FR) Tràn Van Khê, La musique viêtnamienne traditionnelle, su Gallica BNF, Parigi, Presses universitaires de France, 1962. URL consultato il 24 marzo 2024.
- (EN) Thuyết Phong Nguyễn, Vietnam, in Terry Miller e Sean Williams (a cura di), Garland Encyclopedia of World Music, 4: Southeast Asia, New York, Garland Publishing, 1998,  pp. 444-517.
- (VI) Tùng Sơn, Ca trù nỗ lực vượt khó, su suckhoedoisong.vn, 15 novembre 2019. URL consultato il 5 gennaio 2025 (archiviato il 5 gennaio 2025).
- (EN) Dr. Nguyen Thi Tan Nhan, Music Feature and Characteristics in Ca Tru Singing (PDF), in International Journal of Social Science and Education Research Studies, vol. 3, n. 10, IJSSERS, 2023,  pp. 2155-2159. URL consultato il 24 marzo 2024.
- (EN) Le Hong Thanh, НАРОДНАЯ ХУДОЖЕСТВЕННАЯ КУЛЬТУРА, in How “Ca trù” – a form of original traditional music of Vietnam turned into "Co dau" singing in the early 20th century and its presence today, НАУКА. ИСКУССТВО. КУЛЬТУРА., vol. 3, n. 15, Hanoi, Hanoi University of Culture, 2017. URL consultato il 12 aprile 2024 (archiviato dall'url originale il 31 dicembre 2024).
- (VI) Vũ Hà, Đào nương nức tiếng…, su hanoimoi.com.vn, Hanoi Moi, 21 ottobre 2004. URL consultato il 22 marzo 2024 (archiviato dall'url originale il 18 aprile 2008).

### Fonti accademiche
- (FR) Aliénor Anisensel, Chanter le Ca trù au village de Lỗ Khê (Nord du Viêt-Nam): une fête rituelle au temple communal et à la maison des patrons de métier du Ca trù, in Péninsule, vol. 59, n. 2, 2009,  pp. 143-169. URL consultato il 22 marzo 2024.
- (EN) Barley Norton, Singing the Past: Vietnamese Ca Tru, Memory, and Mode (PDF), in Asian Music, vol. 36, n. 2, 2005,  pp. 27-56. URL consultato il 22 marzo 2024.
- (EN) Barley Norton, Ca Trù Singing in Vietnam - Revival and Innovation, in Smithsonian Folkways Magazine, Inverno/Estate, Smithsonian, 2015. URL consultato il 12 aprile 2024 (archiviato il 19 dicembre 2024).
- VDR, Ca	trù, su BiblioLMC, Università degli studi Roma Tre, 5 gennaio 2019. URL consultato il 12 aprile 2024 (archiviato il 4 maggio 2024).